# 陸奥森田駅
陸奥森田駅（むつもりたえき）は、青森県つがる市森田町床舞緑野（とこまいみどりの）にある、東日本旅客鉄道（JR東日本）五能線の駅である。
旧・森田村の代表駅で、臨時快速「リゾートしらかみ」も停車する。なお、福井県福井市の北陸本線（現在のハピラインふくい線）に森田駅があるため、駅名に旧国名の陸奥が付されている。

## 歴史

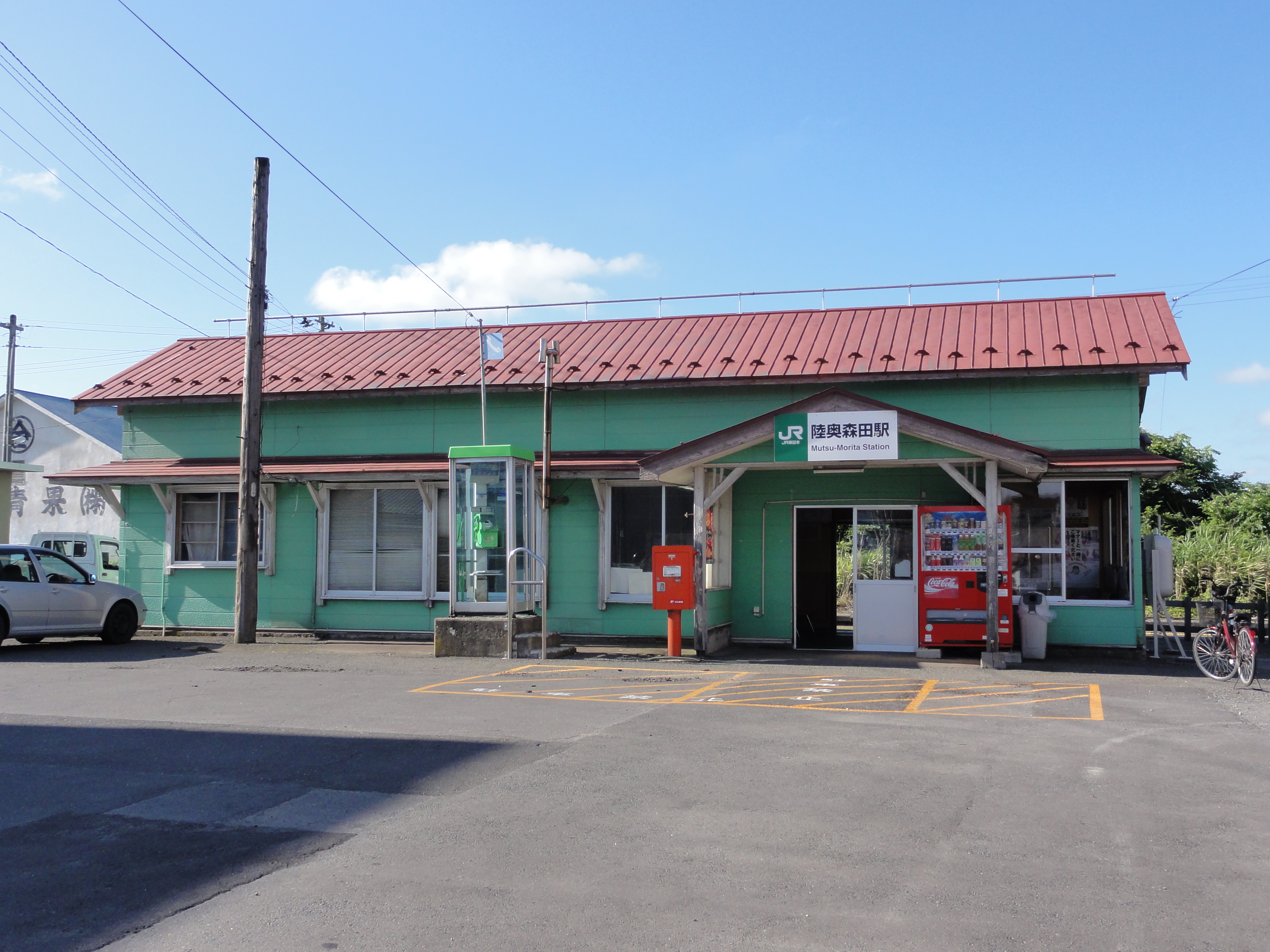
改装前の駅舎（2010年7月）

1924年（大正13年）10月21日に、鉄道省（国鉄）が五所川原線として五所川原 - 陸奥森田間を開業した際にその終点の駅として開業した。翌1925年（大正14年）5月15日に五所川原線は鰺ケ沢まで延長し、当駅は途中駅となった。この時点では、川部 - 五所川原間は陸奥鉄道であり、国鉄線としては飛び地となる開業であったが、1927年（昭和2年）6月1日に陸奥鉄道が国有化されて五所川原線に編入されたことで、他の国鉄線と連絡するようになった。1936年（昭和11年）7月30日には、東能代 - 川部間が全通し、五能線の駅となった。
開業直後の1925年（大正14年）に開設された木造駅舎が長らく利用され、五能線でもっとも古い駅舎となっていた。五能線の開業80周年を記念し、JR東日本秋田建築技術センターの社内コンペを経て、近くの道の駅で保存されている市有形文化財「旧増田家住宅母屋」に似せた外観に改装し、駅舎内も男女別トイレを設置するなど一新し、2016年（平成28年）6月30日に供用開始された。

### 年表
- 1924年（大正13年）10月21日：五所川原 - 陸奥森田間開業に際して、西津軽郡森田村に開業[2]、鉄道省五所川原線の駅[3]。
- 1925年（大正14年）5月15日：陸奥森田 - 鯵ケ沢間開業により途中駅となる[3]。
- 1936年（昭和11年）7月30日：東能代 - 川部間全通により、五能線の駅となる[3]。
- 1971年（昭和46年）10月1日：貨物の営業を廃止[5]。
- 1986年（昭和61年）11月1日：電子閉塞導入に伴う鰺ケ沢 - 五所川原間の一閉塞化により運転扱いを廃止し、駅員無配置駅となり[6]、簡易委託化[7]。
- 1987年（昭和62年）4月1日：国鉄の分割民営化により、東日本旅客鉄道の駅となる。
- 2016年（平成28年）6月30日：古民家風の外観に駅舎を改装し、供用を開始[4]。
- 2024年（令和6年）10月1日：えきねっとQチケのサービスを開始[1][8]。

## 駅構造
単式ホーム1面1線を持つ地上駅である。かつては相対式ホーム2面2線であったが、現在は旧下り線（2番線）は使用されていない。なお、線路は今でも残っている（ただし、ポイント部分は切断済み）。
弘前統括センター（五所川原駅）管理の簡易委託駅（改札業務実施駅）である。1925年（大正14年）建設の木造駅舎が残り、五能線でもっとも古く、平屋建て約74平方メートルある。2016年（平成28年）に五能線開業80周年を記念して、古民家風の外観に改装された。

## 利用状況
JR東日本によると、2023年度（令和5年度）の1日平均乗車人員は51人である。
2000年度（平成12年度）以降の推移は以下のとおりである。
| 1日平均乗車人員推移 | 1日平均乗車人員推移 | 1日平均乗車人員推移 | 1日平均乗車人員推移 | 1日平均乗車人員推移 |
| 年度                | 定期外              | 定期                | 合計                | 出典                |
| ------------------- | ------------------- | ------------------- | ------------------- | ------------------- |
| 2000年（平成12年）  |                     |                     | 138                 | [ 利用客数 2 ]      |
| 2001年（平成13年）  |                     |                     | 138                 | [ 利用客数 3 ]      |
| 2002年（平成14年）  |                     |                     | 136                 | [ 利用客数 4 ]      |
| 2003年（平成15年）  |                     |                     | 127                 | [ 利用客数 5 ]      |
| 2004年（平成16年）  |                     |                     | 118                 | [ 利用客数 6 ]      |
| 2005年（平成17年）  |                     |                     | 120                 | [ 利用客数 7 ]      |
| 2006年（平成18年）  |                     |                     | 102                 | [ 利用客数 8 ]      |
| 2007年（平成19年）  |                     |                     | 103                 | [ 利用客数 9 ]      |
| 2008年（平成20年）  |                     |                     | 95                  | [ 利用客数 10 ]     |
| 2009年（平成21年）  |                     |                     | 98                  | [ 利用客数 11 ]     |
| 2010年（平成22年）  |                     |                     | 97                  | [ 利用客数 12 ]     |
| 2011年（平成23年）  |                     |                     | 92                  | [ 利用客数 13 ]     |
| 2012年（平成24年）  | 16                  | 67                  | 83                  | [ 利用客数 14 ]     |
| 2013年（平成25年）  | 14                  | 66                  | 80                  | [ 利用客数 15 ]     |
| 2014年（平成26年）  | 14                  | 69                  | 83                  | [ 利用客数 16 ]     |
| 2015年（平成27年）  | 13                  | 65                  | 78                  | [ 利用客数 17 ]     |
| 2016年（平成28年）  | 11                  | 68                  | 80                  | [ 利用客数 18 ]     |
| 2017年（平成29年）  | 11                  | 69                  | 81                  | [ 利用客数 19 ]     |
| 2018年（平成30年）  | 10                  | 64                  | 75                  | [ 利用客数 20 ]     |
| 2019年（令和元年）  | 10                  | 56                  | 67                  | [ 利用客数 21 ]     |
| 2020年（令和02年）  | 7                   | 52                  | 59                  | [ 利用客数 22 ]     |
| 2021年（令和03年）  | 6                   | 51                  | 58                  | [ 利用客数 23 ]     |
| 2022年（令和04年）  | 5                   | 50                  | 56                  | [ 利用客数 24 ]     |
| 2023年（令和05年）  | 5                   | 46                  | 51                  | [ 利用客数 1 ]      |

## 駅周辺
- 青森県道132号十腰内陸奥森田停車場線
  - 青森県道267号山田鰺ケ沢線
- 青森県道188号福原陸奥森田停車場線
  - 国道101号
- 石神遺跡
- つがる市商工会 森田支所
- つがる市立森田小学校
- つがる市立森田中学校
- 月見野簡易郵便局
- 道の駅もりた
- 森田保育所
- 森田郵便局
- 森田歴史民俗資料館

### バス路線
「森田駅通り」停留所にて、弘南バスが運行する路線バスが発着する。
- 五所川原 - 鰺ヶ沢線
  - 五所川原営業所行き
  - 鯵ヶ沢（小夜）行き

## 隣の駅
東日本旅客鉄道（JR東日本）
■五能線
- 臨時快速「リゾートしらかみ」停車駅

□快速（上りのみ）・■普通
越水駅 - 陸奥森田駅 - 中田駅

### 記事本文
1. 1 2 3 4  「駅の情報（陸奥森田駅）：JR東日本」東日本旅客鉄道。2024年8月29日時点のオリジナルよりアーカイブ。2024年9月5日閲覧。
2. 1 2 3 4 5 6 7 8 9 10 11  『週刊 JR全駅・全車両基地』 31号 青森駅・弘前駅・深浦駅ほか、朝日新聞出版〈週刊朝日百科〉、2013年3月17日、27頁。
3. 1 2 3 4 5 6 7  『停車場変遷大事典 国鉄・JR編』 1巻、1998年10月1日、204頁。
4. 1 2 3 4  「＜五能線＞築91年の木造駅舎を改装」『河北新報』2016年6月22日。オリジナルの2016年6月22日時点におけるアーカイブ。2016年6月23日閲覧。
5. ↑  『停車場変遷大事典 国鉄・JR編』 2巻、1998年10月1日、552頁。
6. ↑  「通報 ●飯田線三河川合駅ほか186駅の駅員無配置について（旅客局）」『鉄道公報号外』日本国有鉄道総裁室文書課、1986年10月30日、12面。
7. ↑  「22駅の業務近代化 秋鉄、11月から簡易委託へ」『交通新聞』交通協力会、1986年5月28日、1面。
8. ↑  「Suicaエリア外もチケットレスで! 東北エリアから「えきねっとQチケ」がはじまります (PDF)」（プレスリリース）、東日本旅客鉄道、2024年7月11日。2024年8月13日閲覧。

### 利用状況
1. 1 2  「各駅の乗車人員 2023年度 101位以下（8）| 企業サイト：JR東日本」東日本旅客鉄道。2025年7月1日閲覧。
2. ↑  「JR東日本：各駅の乗車人員（2000年度）」東日本旅客鉄道。2025年7月1日閲覧。
3. ↑  「JR東日本：各駅の乗車人員（2001年度）」東日本旅客鉄道。2025年7月1日閲覧。
4. ↑  「JR東日本：各駅の乗車人員（2002年度）」東日本旅客鉄道。2025年7月1日閲覧。
5. ↑  「JR東日本：各駅の乗車人員（2003年度）」東日本旅客鉄道。2025年7月1日閲覧。
6. ↑  「JR東日本：各駅の乗車人員（2004年度）」東日本旅客鉄道。2025年7月1日閲覧。
7. ↑  「JR東日本：各駅の乗車人員（2005年度）」東日本旅客鉄道。2025年7月1日閲覧。
8. ↑  「JR東日本：各駅の乗車人員（2006年度）」東日本旅客鉄道。2025年7月1日閲覧。
9. ↑  「JR東日本：各駅の乗車人員（2007年度）」東日本旅客鉄道。2025年7月1日閲覧。
10. ↑  「JR東日本：各駅の乗車人員（2008年度）」東日本旅客鉄道。2025年7月1日閲覧。
11. ↑  「JR東日本：各駅の乗車人員（2009年度）」東日本旅客鉄道。2025年7月1日閲覧。
12. ↑  「JR東日本：各駅の乗車人員（2010年度）」東日本旅客鉄道。2025年7月1日閲覧。
13. ↑  「JR東日本：各駅の乗車人員（2011年度）」東日本旅客鉄道。2025年7月1日閲覧。
14. ↑  「JR東日本：各駅の乗車人員（2012年度）」東日本旅客鉄道。2025年7月1日閲覧。
15. ↑  「各駅の乗車人員 2013年度 ベスト100以外（9）：JR東日本」東日本旅客鉄道。2025年7月1日閲覧。
16. ↑  「各駅の乗車人員 2014年度 ベスト100以外（9）：JR東日本」東日本旅客鉄道。2025年7月1日閲覧。
17. ↑  「各駅の乗車人員 2015年度 ベスト100以外（9）：JR東日本」東日本旅客鉄道。2025年7月1日閲覧。
18. ↑  「各駅の乗車人員 2016年度 ベスト100以外（9）：JR東日本」東日本旅客鉄道。2025年7月1日閲覧。
19. ↑  「各駅の乗車人員 2017年度 ベスト100以外（9）：JR東日本」東日本旅客鉄道。2025年7月1日閲覧。
20. ↑  「各駅の乗車人員 2018年度 ベスト100以外（8）：JR東日本」東日本旅客鉄道。2025年7月1日閲覧。
21. ↑  「各駅の乗車人員 2019年度 ベスト100以外（8）：JR東日本」東日本旅客鉄道。2025年7月1日閲覧。
22. ↑  「各駅の乗車人員 2020年度 101位以下（8）| 企業サイト：JR東日本」東日本旅客鉄道。2025年7月1日閲覧。
23. ↑  「各駅の乗車人員 2021年度 101位以下（8）| 企業サイト：JR東日本」東日本旅客鉄道。2025年7月1日閲覧。
24. ↑  「各駅の乗車人員 2022年度 101位以下（8）| 企業サイト：JR東日本」東日本旅客鉄道。2025年7月1日閲覧。